# Perez (Quezon)
Perez is een gemeente in de Filipijnse provincie Quezon op het eiland Alabat. Bij de laatste census in 2010 telde de gemeente ruim 12 duizend inwoners.

## Geografie

### Bestuurlijke indeling
Perez is onderverdeeld in de volgende 14 barangays:
| - Bagong Pag-Asa Pob. - Bagong Silang Pob. - Maabot - Mainit Norte - Mainit Sur - Mapagmahal Pob. - Pagkakaisa Pob. | - Pambuhan - Pinagtubigan Este - Pinagtubigan Weste - Rizal - Sangirin - Villamanzano Norte - Villamanzano Sur |

## Demografie
Perez had bij de census van 2010 een inwoneraantal van 12.039 mensen. Dit waren 1.017 mensen (9,2%) meer dan bij de vorige census van 2007. Ten opzichte van de census van 2000 was het aantal inwoners gegroeid met 1.585 mensen (15,2%). De gemiddelde jaarlijkse groei in die periode kwam daarmee uit op 1,42%, hetgeen lager was dan het landelijk jaarlijks gemiddelde over deze periode (1,90%).

De bevolkingsdichtheid van Perez was ten tijde van de laatste census, met 12.039 inwoners op 57,46 km², 209,5 mensen per km².